# Młynarze (gmina)
Młynarze (daw. gmina Sieluń) – gmina wiejska w województwie mazowieckim, w powiecie makowskim. W latach 1975–1998 gmina położona była w województwie ostrołęckim.
Siedziba gminy to Młynarze.
Według danych z 30 czerwca 2004 gminę zamieszkiwało 1770 osób.
Jest to najmniejsza pod względem ludności gmina województwa mazowieckiego.
Gmina Młynarze leży na prawym brzegu Narwi. W 17 miejscowościach mieszka ok. 1700 osób (z czego ok. 200 we wsi gminnej). Przez obszar gminy przechodzi droga krajowa nr 61 – z Warszawy przez Pułtusk, Ostrołękę na Mazury lub Pojezierze Suwalskie i dalej na Litwę.
Teren ten jest obszarem rolniczym. Gleby z niskim wskaźnikiem bonitacji. Może spełniać funkcje letniskowo-rekreacyjne. W planie zagospodarowania przewidziano budownictwo rekreacyjne. Przez teren gminy projektowana jest kablowa linia światłowodowa relacji Ostrołęka – Szelków. Przebiegają tędy telefoniczne kable rozdzielcze oraz telefoniczna abonencka linia ziemna, co wszystkim tamtejszym miejscowościom umożliwia lepszy dostęp do telefonów. Część terenów została zabudowana i zasiedlona przez mieszkańców większych miast m.in. Warszawy. Nadal pozostają rezerwy pod budownictwo letniskowe w miejscowościach: Sieluń, Modzele i Ogony.

## Struktura powierzchni
Według danych z roku 2002 gmina Młynarze ma obszar 75,04 km², w tym:
- użytki rolne: 64%
- użytki leśne: 25%

Gmina stanowi 7,05% powierzchni powiatu.

## Demografia

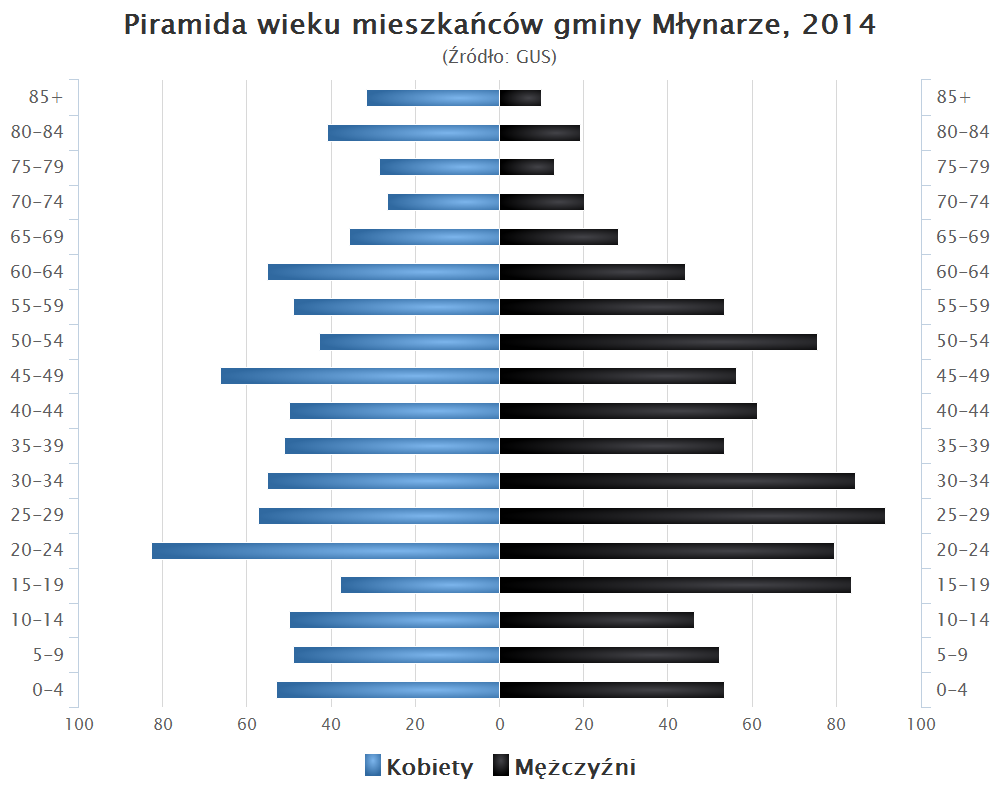
Piramida wieku mieszkańców gminy Młynarze w 2014 roku

Dane z 30 czerwca 2004:
| Opis                              | Ogółem | Ogółem | Kobiety | Kobiety | Mężczyźni | Mężczyźni |
| --------------------------------- | ------ | ------ | ------- | ------- | --------- | --------- |
| jednostka                         | osób   | %      | osób    | %       | osób      | %         |
| populacja                         | 1770   | 100    | 857     | 48,4    | 913       | 51,6      |
| gęstość zaludnienia (mieszk./km²) | 23,6   | 23,6   | 11,4    | 11,4    | 12,2      | 12,2      |

## Sołectwa
Długołęka Wielka, Długołęka-Koski, Głażewo-Cholewy, Głażewo-Święszki, Gierwaty, Kołaki, Młynarze, Modzele, Ochenki, Ogony, Rupin, Sadykierz, Strzemieczne-Oleksy, Sieluń, Załęże-Ponikiewka.
Miejscowości bez statusu sołectwa: Strzemieczne-Hieronimy, Strzemieczne-Wiosny.

## Sąsiednie gminy
Czerwonka, Goworowo, Olszewo-Borki, Różan, Rzekuń, Sypniewo